# Tigre-do-cáspio
O tigre-do-cáspio (Panthera tigris tigris), também chamado de tigre-persa , foi uma das 9 populações  que tinha designação subespécies de tigre. Esta população é dada como extinta desde os anos 1960, porém existem casos de registos visuais não confirmados no Irã e na Turquia.
Desde 2017 a subespécie deixou de ser considerada válida,  fazendo-se o agrupamento das populações de tigre em apenas duas subespécies Tigre asiático continental que incluiu todas as populações do continente, e tigre insular (Indonésia) com a designação Panthera tigris sondaica, esta população é muito próxima do tigre siberiano, do qual só tem uma aleta de diferença do ADN, e só teria sido separada do seu vizinho siberiano devido à acção humana há cerca de 200 anos.
Assim sendo temos na actualidade 2 subespécies de tigre.

## Ocorrência geográfica
O tigre-do-cáspio era a população de tigre mais ocidental. Sua distribuição se estendia desde o Curdistão (Leste da Turquia e norte do Iraque) a oeste, até o oeste da China (província de Xinjiang), passando pelos montes Cáucaso (Geórgia, Armênia, Azerbaijão e algumas repúblicas russas do Cáucaso, tais como Daguestão e Chechênia), norte do Irã, Afeganistão, antiga Ásia Central soviética (Cazaquistão, Uzbequistão, Turcomenistão, Quirguistão e Tajiquistão) e Mongólia. Sem contar que em algumas ocasiões foi visto uma área próxima a Barnaul, no sudoeste da Sibéria. De acordo com o zoólogo russo Vladimir Georgevich Heptner, o tigre-do-cáspio também teria existido em tempos medievais na área costeira do Mar de Azov, na embocadura do Rio Don e até mesmo na atual Ucrânia.

## Características
De todas as 9 populações de tigre, essa era a terceira maior, perdendo apenas para o tigre-siberiano e o tigre-de-bengala. 

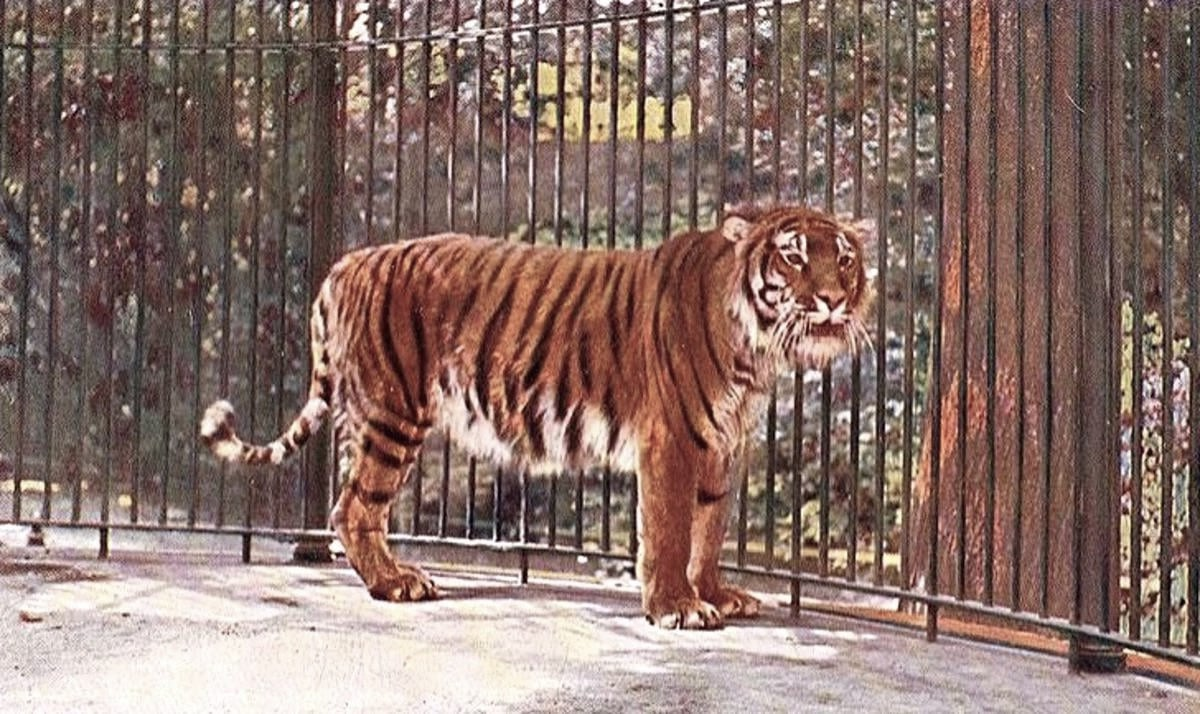
Tigre-do-cáspio no zoológico de Berlim, 1899.

A maior massa já registrado de um tigre-do-cáspio macho adulto foi 240 kg, já o comprimento máximo foi 2,70 m.
A pelagem desta subespécie era amarelo-dourada, um pouco mais clara que a do tigre-de-bengala e com mais áreas brancas no ventre e na face. As listras tinham uma coloração marrom de tonalidades diferentes e inclusive ficavam amareladas nas zonas brancas próximas ao ventre. No inverno, os pêlos, principalmente do ventre e do pescoço, cresciam bastante para suportar o clima frio das montanhas da Ásia Central, tal como nos tigres siberianos.
O corpo era bastante robusto e algo alargado, com patas fortes e bem desenvolvidas com garras excepcionalmente largas, maiores que as de qualquer outro tigre. Isto permitia aos tigres-do-cáspio percorrerem grandes distâncias. Esta subespécie, ao contrário das outras, emigrava todo ano, seguindo as manadas de suas presas. Por conta disso os cazaques o conheciam como "leopardo viajante", em contraste com o autêntico leopardo que ainda existe no Turcomenistão e é sedentário. A cauda, por sua vez, era muito curta e sulcada por listras brancas e pardo-amareladas alternadas.

## Habitate dieta
Os tigres-do-cáspio costumavam habitar as zonas dos tugai, que consistiam de áreas cobertas de bosques, matagais e ervas que se concentravam em torno dos cursos dos rios, das quais os tigres dependiam para camuflar-se e aproximar de suas presas, evitando assim zonas mais secas e descobertas. Entre suas presas estavam saigas, camelos, bisões e alces (no Cáucaso), cervos vermelhos (também conhecidos como wapitis), cavalos selvagens, auroques, asnos selvagens, entre outros mais.

## Reprodução
Tal como as outras populações de tigre, o tigre-do-cáspio era um animal solitário, raramente se relacionando com outros indivíduos de sua mesma espécie fora da época de acasalamento, que deveria ocorrer no final do inverno ou na primavera. Após uma gestação de aproximadamente 100 dias (ou seja pouco mais que 3 meses), as tigresas davam à luz em média dois ou três filhotes. Com 10 dias de vida, eles abriam os olhos e com 2 semanas, saiam de seu ninho original e seguiam com sua mãe, na qual se amamentavam durante 8 semanas. Com 11 semanas de idade começavam a praticar as técnicas de caça junto a sua mãe, apesar de dependerem dela por mais um tempo.
Em média, uma tigresa-do-cáspio tinha uma ninhada a cada 3 ou 4 anos, e a expectativa de vida de cada indivíduo variava de 10 a 15 anos.

## Em cativeiro
Os tigres que lutaram no Coliseu de Roma pertenciam à subespécie do Cáspio, já que era a subespécie de tigre mais acessível aos romanos. Para as arenas romanas, os tigres eram trazidos do Cáucaso e do Irã, e raramente da Índia.
Em 1899, o zoológico de Berlim ainda tinha exemplares dessa subespécie de tigre.

## Extinção
Ao longo do século XIX grande parte da área onde vivia o tigre-do-cáspio foi anexada pelo Império Russo. No começo do século XX, o governo russo declarou que não havia lugar para o tigre na região, já que queria implementar ali um programa de colonização. A partir de então trabalhou pesado para erradicar os tigres da zona, chegando ao ponto de mandar o exército russo para exterminar todos os tigres encontrados ao redor da área do Mar Cáspio.
Tal projeto teve grande sucesso e, após o extermínio dos tigres, as florestas foram desmatadas, dando lugar a plantações de arroz e algodão. Devido a intensa caça e ao forte desmatamento, o tigre-do-cáspio primeiro recuou das planícies para as áreas de florestas, depois para os pântanos ao redor de alguns grandes rios e finalmente para as montanhas, até ser extinto completamente. Na antiga União Soviética, o último bastião do tigre-do-cáspio foi a região de Tigrovaya Balka, no Tajiquistão, onde foram vistos pela última vez nos anos 1950.
Não existe um consenso quanto à data exata de sua extinção. Alguns afirmam que o último indivíduo foi morto no parque nacional do Golestão (Irã) ou nalgum outro lugar do norte do país em 1959. Ainda existem indícios de um assassinato documentado de um exemplar desta subespécie nos anos 1970 em Uludere, no sudeste da Turquia. Outros dizem que o último tigre-do-cáspio foi capturado e morto em 1997 no norte do Afeganistão. A data mais aceita é o final dos anos 1950.
O tigre-do-cáspio não está extinto segundo testes de DNA, quando comparado com as restantes subespécies de tigre, verificou-se que, na prática, o tigre-do-cáspio e o tigre-siberiano são a mesma população.

## Reintrodução
O Cazaquistão planeja reintroduzir tigres siberianos onde antes era o habitat do tigre-do-cáspio.
Recentes pesquisas genéticas afirmam que o tigre-do-cáspio e o siberiano são extremamente próximos. O DNA de um difere do outro em apenas uma letra do código genético.
O Cazaquistão anunciou esta medida em 2011 e a ideia é reintroduzir os tigres-siberianos no entorno do lago Balkhash.   

## Extinção do tigre-do-cáspio por região
- Cáucaso russo - últimas ocorrências nas proximidades de Derbent nos séculos XVIII e XIX (Heptner et al. 1969).
- Geórgia - Último tigre morto em 1922, próximo a Tbilisi, após atacar gado doméstico (Ognev 1935).
- Armênia - Última ocorrência em 1948 (Heptner et al. 1969).
- Azerbaijão - Últimas ocorrências nas décadas de 1950 e 1960 (Heptner et al. 1969).
- Turquia - Último tigre conhecido na Turquia morto próximo em Uludere, província de Hakkari, em 1972 (Ustay 1990).
- Iraque - Único tigre encontrado no Iraque morto em 1887 próximo a Mosul (Kock 1990).
- China - Tigre morto em 1899 próximo à bacia Lob Nor, na província de Xinjiang (Ognev 1935). Nos anos 1920 foram extintos da bacia do Tarim, e nos anos 1960 desapareceram da bacia do rio Manas nos montes Tien Shan, a oeste de Urumqi.
- Cazaquistão - Em meados do século XIX, alguns tigres foram mortos a 180 quilômetros a norte de Atbasar, no Cazaquistão, e em áreas próximas a Barnaul, já em território russo (Ognev 1935, Mazak 1981). A última vez em que foram vistos tigres no rio Ili, seu último bastião na região do lago Balkash, data de 1948.
- Uzbequistão - Registro visual não confirmado em Nukus, no baixo curso do rio Amu-Daria, próximo ao Mar de Aral, em 1968.
- Tajiquistão - A região da reserva de Tigrovaya Balka, no baixo curso do rio Vakhsh, foi o último reduto tajique do tigre-do-cáspio, de onde foram vistos alguns pela última vez em 1953. No começo dos anos 1970 foram extintos da fronteira entre o Turcomenistão, Uzbequistão e Afeganistão (Heptner e Sludskii 1972).
- Turcomenistão - Último indivíduo morto na região do rio Sumbar em janeiro de 1954 (Heptner et al. 1969).
- Irã - Último tigre conhecido no Irã morto em 1959 em Mohammad Reza Shah (agora Golestan) II (Vuosalo 1976).